# Патриколо, Джузеппе
Джузе́ппе Патрико́ло (итал. Giuseppe Patricolo; 1834, Палермо —1905) — сицилийский архитектор и реставратор.
Патриколо был сторонником восстановления важнейших архитектурных памятников Сицилии в их первоначальном виде. Ради этого Патриколо в ряде случаев уничтожал последующие (в основном барочные) переделки; во многом благодаря его работе был возрождён арабо-норманнский облик ряда памятников, и проведены археологические исследования. Под руководством Патриколо, занимавшего в 1884—1905 годах посты художественного директора и директора отдела по сохранению памятников Сицилии, была проведена реставрация следующих палермских церквей:
- Марторана (1870—1873),
- Сан-Катальдо (1882—1885),
- Сан-Джованни-дельи-Эремити (1882)
- Сан-Франческо-д’Ассизи,
- Санто-Спирито,

а также арабо-норманнской церкви Сантиссима-Тринита-ди-Делья в Кастельветрано, кафедрального собора Мессины, клуатра собора Монреале, крепостей в Монреале и Ачиреале и т. д.